# (4933) Tylerlinder
(4933) Tylerlinder est un astéroïde de la ceinture principale.

## Description
(4933) Tylerlinder est un astéroïde de la ceinture principale. Il fut découvert le 2 mars 1984 à La Silla par Henri Debehogne. Il présente une orbite caractérisée par un demi-grand axe de 2,33 UA, une excentricité de 0,12 et une inclinaison de 1,9° par rapport à l'écliptique.

## Compléments